# Лапшина, Аида Михайловна
Аи́да Лапшина́ (урожд. Галдина, род. 9 ноября 1926) — советская легкоатлетка (бег на 400 и 800 метров). Мастер спорта СССР (1955).
В 1954—1956 годах трижды входила в десятку лучших бегуний мира в беге на 800 метров.

## Результаты
Лучшие результаты по годам
| Год                    | 1954   | 1955   | 1956   |
| ---------------------- | ------ | ------ | ------ |
| Бег на 400 метров (с)  |        | 56,6   | 56,0   |
| Место в мировом списке |        | 16     | 13     |
| Бег на 800 метров (с)  | 2.08,6 | 2.08,0 | 2.07,4 |
| Место в мировом списке | 6      | 5      | 5      |

### Соревнования

#### Кросс Юманите
| Год  | Дистанция | Результат | Дата     | Город          | Место |
| ---- | --------- | --------- | -------- | -------------- | ----- |
| 1955 | 2000 м    | 7.48,0    | 27 марта | Венсенский лес | III   |
| 1956 | 2500 м    | 7.01,0    | 25 марта | Венсенский лес | II    |